# Zou Meirong
Zou Meirong ([[]], 1 de setembro de 2000) é uma jogadora de hóquei sobre a grama chinesa.

## Carreira
Zou Meirong fez sua estreia internacional júnior pela China em 2018. Ela representou a seleção nacional sub-18 nos Jogos Olímpicos da Juventude em Buenos Aires, onde ganhou uma medalha de bronze.
Em 2021, Meirong fez sua estreia internacional pela China. Ela representou seu país no Troféu dos Campeões Asiáticos em Donghae, ganhando uma medalha de bronze. Ela não representou a seleção nacional novamente até 2023. Ela apareceu durante a quarta temporada da FIH Pro League, bem como em uma série de testes contra a Austrália em Perth. Mais tarde naquele ano, ela ganhou sua primeira medalha de ouro com a seleção nacional, levando para casa o título nos Jogos Asiáticos em Hangzhou. Um mês após os Jogos Asiáticos, Meirong também ganhou o bronze no Troféu dos Campeões Asiáticos em Ranchi. Em 2024, Meirong representou a China na quinta temporada da FIH Pro League e no Festival Internacional de Hóquei em Perth.
Nos Jogos Olímpicos de Verão de 2024, em Paris, conquistou a medalha de prata no torneio feminino do hóquei sobre a grama, após confronto na final contra a equipe holandesa por pênaltis.